# Torfbahn Åstorpsmossen
| Spurweite: | 600 mm (Schmalspur) |                                         |                                         |
| |                     |                                         |                                         |
| \| \| \| "Fliegende Gleise" Åstorpsmossen \| \| \| \| \| Bergslagsbanan von Nykroppa \| \| \| \| 0,0 \| Lindfors \| Lindfors \| \| \| \| Bahnstrecke Lindfors–Blombacka \| \| \| \| \| Bergslagsbanan nach Kil \| \| \| \| \| Bahnstrecke Lindfors–Bosjön nach Bosjön \| \| |                     |                                         |                                         |
| Abzweig geradeaus und von links (Strecke außer Betrieb) |                     | "Fliegende Gleise" Åstorpsmossen        | "Fliegende Gleise" Åstorpsmossen        |
| Strecke · Strecke (außer Betrieb) |                     | Bergslagsbanan von Nykroppa             | Bergslagsbanan von Nykroppa             |
| Betriebs-/Güterbahnhof Streckenanfang · ehemaliger Bahnhof · Betriebs-/Güterbahnhof Streckenende · Betriebs-/Güterbahnhof Streckenanfang | 0,0                 | Lindfors                                | Lindfors                                |
| Strecke (außer Betrieb) · Strecke · Strecke nach links (außer Betrieb) |                     | Bahnstrecke Lindfors–Blombacka          | Bahnstrecke Lindfors–Blombacka          |
| Strecke · Strecke nach links |                     | Bergslagsbanan nach Kil                 | Bergslagsbanan nach Kil                 |
| Strecke nach rechts (außer Betrieb) |                     | Bahnstrecke Lindfors–Bosjön nach Bosjön | Bahnstrecke Lindfors–Bosjön nach Bosjön |

Die Torfbahn Åstorpsmossen war eine Schmalspurbahn mit der Spurweite 600 mm im östlichen Värmland. Sie führte von dem schwedischen Ort Lindfors in das Torfgebiet Åstorpsmossen. Åstorpsmossen ist heute ein Naturschutzgebiet.

## Geschichte
Auf der Südseite des Bahnhofsgeländes von Lindfors wurde 1922 eine Torffabrik gebaut. Der Betrieb wurde im Laufe der Jahre mehrmals unterbrochen und wieder aufgenommen. Torffabriken wurden oft durch Brände heimgesucht. Nach mehreren Bränden und Umbauten wurde die Torffabrik 1971 geschlossen. Die Gebäude sind nicht mehr vorhanden.
2013 wurde in dem Bereich, in dem schon Jahre zuvor der Torfabbau stattfand, vom Länsstyrelsen (Provinzialregierung) in Örebro dem Unternehmen Neova erlaubt, Torf abzubauen. Naturskyddsföreningen i Karlstad (Naturschutzverein in Karlstad), Länsstyrelsen in Värmland und Naturvårdsverket Berufung gegen die Abbaugenehmigung ein. Mark- och miljödomstolen (Land- und Umweltgericht) bestätigte 2014 diese Erlaubnis. Ein erneuter Einspruch des Länsstyrelsen in Värmland brachte dann das Ergebnis, dass wegen der wertvollen Tier- und Pflanzenwelt die Erlaubnis zurückgezogen wurde.

## Strecke und Bahnhof Lindfors
Die Wagen der Torfbahn wurden die meiste Zeit per Hand befördert. Erst 1960 wurde eine Benzinlokomotive mit 15 PS nach Lindfors gebracht, die von Berg & Co. Mek. Verkstad in Lindesberg 1942 gebaut worden war. Sie stammte von der Torffabrik AB Södra Vi torvmossar in Småland, nördlich von Vimmerby. Nach Betriebseinstellung wurde die Lokomotive 1971 von der Hasselfors Bruks AB übernommen und wurde nach Ekebymossen in Säbylund bei Kumla gebracht. Dort wurde sie 1975 verschrottet. Die Strecken in das Moorgebiet waren an ihren Enden "fliegende" Gleise, um die Verladung auf die Wagen möglichst einfach zu gestalten. Der Verlauf der beiden Hauptstrecken im Moor ist noch gut sichtbar.
Der Bahnhof Lindfors war ein Knotenpunkt zwischen der Bergslagsbana und drei Wald- bzw. Industriebahnen mit einer Spurweite von 600 mm. Dies waren die Torfbahn Åstorpsmossen, die Bahnstrecke Lindfors–Blombacka und die Bahnstrecke Lindfors–Bosjön. Obwohl alle am Bahnhof Lindfors begannen, waren sie nicht miteinander verbunden.